# رون بريتو
رون بريتو (بالإنجليزية: Ron Brett)‏ (4 سبتمبر 1937 في المملكة المتحدة - 30 أغسطس 1962 بكليركينويل في المملكة المتحدة) هو لاعب كرة قدم بريطاني في مركز الهجوم. لعب مع كريستال بالاس ووست هام يونايتد.

## وصلات خارجية
- رون بريتو على موقع قاعدة بيانات كرة القدم.إي يو (الإنجليزية)